# 八虚
八虚通常是指人体的八个大关节，即两肘、两腋、两髀、两腘，最早记载于《黄帝内经》。日常生活中拍八虚可以起到养生保健的作用。

## 由来
《黄帝内经》曰：“人有八虚，肺心有邪，其气留于两肘；肝有邪，其气流于两腋；脾有邪，其气留于两髀；肾有邪，其气留于两腘。”
《类经评注》曰：“八虚，即五藏生成篇所谓八溪也，是皆筋骨之隙，气血之所流注者，故曰：八虚。”

## 应用
在临床上，医者对八虚有所应用。《桂林古本伤寒杂病论》曾将其作为指导方药运用；《伤科汇纂》将其用在在伤科治疗中；《针灸甲乙经校注》中将其作为创新杵针之新和车路的理论之一；弹拨“八虚”可用于跌打损伤、中暑、晕针等引起的虚脱等症的急救。